# Sophia Horner-Sam
Pour les articles homonymes, voir Horner et Sam.
Sophia Horner-Sam est une diplomate et femme politique ghanéenne. Elle est membre du Nouveau Parti patriotique du Ghana. Elle est depuis 2017 ambassadrice du Ghana aux Pays-Bas.

## Carrière
Sophia Horner-Sam a été ministre adjointe de la région de l'Ouest sous l'administration de John Kufuor. En juillet 2017, le président Nana Akufo-Addo la nomme ambassadrice du Ghana aux Pays-Bas,,.  